# Alexandros Tzorvas
Alexandros Tzorvas (Atena, 12. kolovoza 1982.) je grčki umirovljeni nogometni vratar i bivši je reprezentativac.